# Туджман, Анкица
Анкица Туджман (хорв. Ankica Tuđman; в девичестве — Жумбар (хорв. Žumbar); 24 июля 1926, Загреб — 6 октября 2022, Загреб) — вдова Франьо Туджмана, первого президента независимой Хорватии с 1991 по 1999 год. Мирослав Туджман, их сын, был депутатом Хорватского сабора и кандидатом в президенты страны на выборах 2009 года.

## Ранние года
Анкица Жумбар родилась в Загребе 24 июля 1926 года. Она закончила начальную школу в Загребе и изучала гостиничное дело в специализированной школе, пока не бросила учёбу и не присоединилась к партизанам в мае 1944 года.
В 18 лет она познакомилась со своим будущим мужем Франьо Туджманом в Чазме, где он возглавлял отдел 10-го Загребского корпуса Народно-освободительной армии Югославии. В январе 1945 года её направили из Чазмы в верховное командование в Белграде, Анкица вернулась в Загреб после его освобождения партизанами в мае того же года. После этого она переехала в Белград вместе с Туджманом, устроилась на работу в Министерство иностранных дел СФР Югославии и вышла замуж за Туджмана 25 мая 1945 года. У супругов вскоре появилось трое детей — два сына и одна дочь: Мирослав (1946—2021), Степан (1948 г. р.) и Невенка (1951 г. р.).
В 1954 году Анкица Туджман сдала выпускной экзамен и поступила в Белградский университет для изучения английского языка. Однако она бросила учёбу там на втором курсе, решив пройти курс английского языка в югославском министерстве иностранных дел. В 1960 году её муж получил звание генерал-майора, но в 1961 году решил оставить военную службу, вернувшись со всей семьёй в Загреб. Обосновавшись там Франьо Туджман основал Институт истории рабочего движения в Хорватии (хорв. Institut za historiju radničkog pokreta Hrvatske), ныне называемый Хорватским институтом истории (хорв. Hrvatski institut za povijest), и стал его первым директором. Однако в 1967 году он был отстранён от этой должности и вынужден был отказаться от членства в Союзе коммунистов Югославии. В 1972 и 1981 годах Франьо Туджман приговаривался к тюремному заключению

## Первая леди Хорватии
На парламентских выборах 1990 года, первых многопартийных выборах в Хорватии за предыдущие 50 лет, Хорватское демократическое содружество во главе с её мужем получило значительное большинство в Саборе, и он был избран председателем Президиума СР Хорватии 30 мая 1990 года. 25 июля того же года коллективный президиум был упразднён, и была введена должность президента Хорватии. Страна вскоре получила независимость. Во время войны, длившейся с 1991 по 1995 год, Анкица основала Гуманитарный фонд для детей Хорватии, некоммерческую организацию, направленную на оказание помощи детям участников войны и детям из бедных семей.

## Вдова
После смерти мужа в декабре 1999 года Анкица и её семья стали часто подвергаться публичной критике, особенно со стороны Степана Месича, преемника Туджмана на посту президента Хорватии. Анкица, член ХДС с момента его основания в июне 1989 года, была исключена из его состава при Иво Санадере, более либеральном и прозападно ориентированном преемнике Туджмана на посту председателя партии, занимавшем пост премьер-министра Хорватии два срока с 2003 года до своей отставки в 2009 году. Однако в 2012 году Анкица вернулась в партию, которую возглавил Томислав Карамарко, получив членский билет № 002. В 2006 году она опубликовала книгу под названием «Моя жизнь с Франчеком» (уменьшительное от имени Франьо).
У Анкицы есть семеро внуков: Нина и Иван (дети Мирослава Туджмана), Синиша и Деян (дети Невенки), Анна-Мария, Нера и Антон Франьо (дети Степана).